# Per me... e la mia gente
Per me... e la mia gente è il primo album musicale del cantautore italiano Massimo Morsello pubblicato nel 1978.
In questo suo primo album Morsello esprime le sue idee politiche e sociali. Narra in varie canzoni (come "il battesimo del fuoco") le esperienze giornaliere che lo coinvolgono in quelli che saranno ricordati come gli anni di piombo quale esponente dell'estrema destra.

## Tracce
1. Il battesimo del fuoco
2. La tua gente migliore
3. Vostro onore
4. I tiranni della democrazia
5. Noi non siamo uomini d'oggi
6. Hiroo Onoda e la sua guerra
7. La forza della disperazione
8. Il poeta in abito da sera
9. Canto sull'aborto
10. Il giardino dell'est